# 1979-es Formula–1 nyugat-amerikai nagydíj
A nyugat-amerikai nagydíj volt az 1979-es Formula–1 világbajnokság negyedik futama.

## Futam
Villeneuve-é lett a pole Reutemann, Scheckter és a két Ligier előtt. Reutemann-nak elektromos hiba miatt a boxból kellett indulnia. Amikor a mezőny másodszorra is megérkezett a rajtrácsra, Laffite autója megállt, így Villeneuve vezetésével a mezőny eleje megtett egy újabb kört, míg a mezőny hátsó része megállt a rajtrácson. A rajtot követően a kanadai megtartotta vezetést, míg Depailler megelőzte Schecktert. A dél-afrikainak az előzés közben megsérült az első szárnya. Jarier Scheckter és Depailler megelőzésével a második helyre jött fel. Később Depailler visszaesett Scheckter mögé, majd a ferraris a 27. körben visszaelőzte Jarier-t. Míg a két Ferrari az élen haladt, Jarier-t Depailler, Andretti és Jones is támadta. A Williams versenyzője a 62. körre feljött a harmadik helyre. A verseny végén Depailler elveszítette a negyedik sebességi fokozatot, így visszaesett Andretti mögé. Kyalamihoz hasonlóan a Ferrarik győztek Gilles Villeneuve-Jody Scheckter sorrendben.
| Helyezés | #  | Versenyző             | Csapat/Motor       | Körök | Idő/Kiesés oka           | Rajthely | Pontszám |
| -------- | -- | --------------------- | ------------------ | ----- | ------------------------ | -------- | -------- |
| 1        | 12 | Gilles Villeneuve     | Ferrari            | 80    | 1:50:25,40               | 1        | 9        |
| 2        | 11 | Jody Scheckter        | Ferrari            | 80    | +29,38                   | 3        | 6        |
| 3        | 27 | Alan Jones            | Williams-Ford      | 80    | +59,69                   | 10       | 4        |
| 4        | 1  | Mario Andretti        | Lotus-Ford         | 80    | +1:04,33                 | 6        | 3        |
| 5        | 25 | Patrick Depailler     | Ligier-Ford        | 80    | +1:23,52                 | 4        | 2        |
| 6        | 4  | Jean-Pierre Jarier    | Tyrrell-Ford       | 79    | +1 kör                   | 7        | 1        |
| 7        | 18 | Elio de Angelis       | Shadow-Ford        | 78    | +2 kör                   | 20       |          |
| 8        | 6  | Nelson Piquet         | Brabham-Alfa Romeo | 78    | +2 kör                   | 12       |          |
| 9        | 30 | Jochen Mass           | Arrows-Ford        | 78    | +2 kör                   | 13       |          |
| Kizárva  | 3  | Didier Pironi         | Tyrrell-Ford       | 72    | Rajtkiugrás              | 17       |          |
| Kiesett  | 31 | Héctor Rebaque        | Lotus-Ford         | 71    | Baleset                  | 23       |          |
| Kiesett  | 22 | Derek Daly            | Ensign-Ford        | 69    | Baleset                  | 24       |          |
| Kiesett  | 7  | John Watson           | McLaren-Ford       | 62    | Befecskendező            | 18       |          |
| Kizárva  | 9  | Hans-Joachim Stuck    | ATS-Ford           | 49    | Rajtkiugrás              | 21       |          |
| Kiesett  | 28 | Clay Regazzoni        | Williams-Ford      | 48    | Motorhiba                | 15       |          |
| Kiesett  | 17 | Jan Lammers           | Shadow-Ford        | 47    | Felfüggesztés            | 14       |          |
| Kiesett  | 29 | Riccardo Patrese      | Arrows-Ford        | 40    | Fék                      | 9        |          |
| Kiesett  | 2  | Carlos Reutemann      | Lotus-Ford         | 21    | Erőátvitel               | 2        |          |
| Kiesett  | 14 | Emerson Fittipaldi    | Fittipaldi-Ford    | 19    | Erőátvitel               | 16       |          |
| Kiesett  | 24 | Arturo Merzario       | Merzario-Ford      | 13    | Motorhiba                | 22       |          |
| Kiesett  | 26 | Jacques Laffite       | Ligier-Ford        | 8     | Fék                      | 5        |          |
| Kiesett  | 20 | James Hunt            | Wolf-Ford          | 0     | Erőátvitel               | 8        |          |
| Kiesett  | 5  | Niki Lauda            | Brabham-Alfa Romeo | 0     | Baleset                  | 11       |          |
| Kiesett  | 8  | Patrick Tambay        | McLaren-Ford       | 0     | Ütközés                  | 19       |          |
| NI       | 16 | René Arnoux           | Renault            |       | Visszalépett             |          |          |
| NI       | 15 | Jean-Pierre Jabouille | Renault            |       | Sérülés gyakorlás közben |          |          |

## Statisztikák
Vezető helyen:
- Gilles Villeneuve: 80 (1-80)

Gilles Villeneuve 3. győzelme, 1. pole-pozíciója, 3. leggyorsabb köre, egyetlen mesterhármasa (gy, pp, lk)
- Ferrari 75. GP győzelem

Niki Lauda 100. versenye.